# 蒂普阿尼
蒂普阿尼是玻利維亞的城鎮，位於該國西部，由拉巴斯省負責管轄，距離首府拉巴斯270公里，海拔高度500米，每年平均降雨量1,400毫米，2001年人口2,563。

## 外部連結
- （西班牙文） Instituto Nacional de Estadistica de Bolivia  (INE)

15°33′38″S 67°59′00″W / 15.56056°S 67.98333°W